# Meine Tante – Deine Tante (1927)
Meine Tante – Deine Tante ist ein deutsches Stummfilmlustspiel von Carl Froelich mit Henny Porten in der Hauptrolle. Die Geschichte basiert auf einem Lustspiel von Walter Supper, das wiederum durch die komische Oper Don Pasquale inspiriert wurde.

## Handlung
Bodo von Bocksberg ist ein ziemlicher „Weiberfeind“, Frauen dürfen seinen Grund und Boden nicht betreten. Um seinem „Hobby“, der Musik, zu frönen, lädt der kauzige Sonderling allwöchentlich vier Gleichgesinnte auf sein Schloss ein. Dort wird dann von dem Quintett Kammermusik vorgetragen. Eines Abends gesteht einer der Teilnehmer kleinlaut, dass er sich verlobt habe. Voller Entrüstung wird der „Abtrünnige“ daraufhin aus ihrer Mitte entfernt und des Schlosses verwiesen. Um die Frauenfeinde von ihrem Weg abzubringen, erscheint eines Tages die verheiratete Künstlerin Helene von Bocksdorf in männlicher Verkleidung auf dem Anwesen und beginnt den kauzigen Sonderling von seiner Misogynie zu bekehren. Ihr gelingt es sogar, den Frauenverächter-Anführer, der zugleich der Onkel ihres eigenen Gatten Edgar von Bocksdorf ist, dazu zu bringen, sich mit ihr zu verloben. Um die Dinge nicht auf die Spitze treiben, entlobt sich Helene gleich darauf wieder vom vorgeführten und desavouierten, aber nunmehr von seiner Misogynie geheilten Bodo. Der Alte ist dennoch heilfroh, dass sein Neffe Edgar bereit ist, seine Gattin Helene, ohne davon viel Aufhebens zu machen, wieder zurückzunehmen.

## Produktionsnotizen
Meine Tante – Deine Tante entstand im Dezember 1926 und Januar 1927 in den UFA-Ateliers in Berlin-Tempelhof, passierte die Zensur am 21. Februar 1927 und wurde vier Tage darauf in Berlins UFA-Palast am Zoo uraufgeführt. Der mit Jugendverbot belegte Sechsakter besaß eine Länge von 2361 Metern. In Österreich lief der Streifen am 16. September 1927 an.
Franz Schroedter entwarf die Filmbauten, Ernst Stern die Kostüme. 

## Kritiken
Das Tagblatt urteilte wie folgt: „Meine Tante – Deine Tante ist das, was man ein gutes Lustspiel nennt, ohne Uebertreibungen und von überwältigender Situationskomik. (…) Man braucht nicht erst zu sagen, daß Henny Porten in ihrem Element ist und die Handlung durch ihr und ihres Partners glänzendes Spiel getragen wird.“
Die Stunde nannte diese Produktion einen „übermütigen, lustigen Filmschwank“, der „Henny Porten eine der ausgezeichnetsten Rollen bietet. Henny Porten dominiert und jede Szene, in der sie spielt bringt ihr besonderen Erfolg und sie spielt in fast allen Szenen.“
Die Salzburger Chronik resümierte: „Eine tolle Geschichte, die durch gutes Spiel, köstliche Szenen und komische Situationen lebhafte Heiterkeit erweckt.“
Die Publikation Freie Stimmen versprach: “Lachstürme ohne Ende!”